# Stagmomantis floridensis
Stagmomantis floridensis là một loài Bọ ngựa trong họ Bọ ngựa. Loài này được Davis miêu tả năm 1919. Đây là loài bản địa của Hoa Kỳ.